# Brocado aplicado

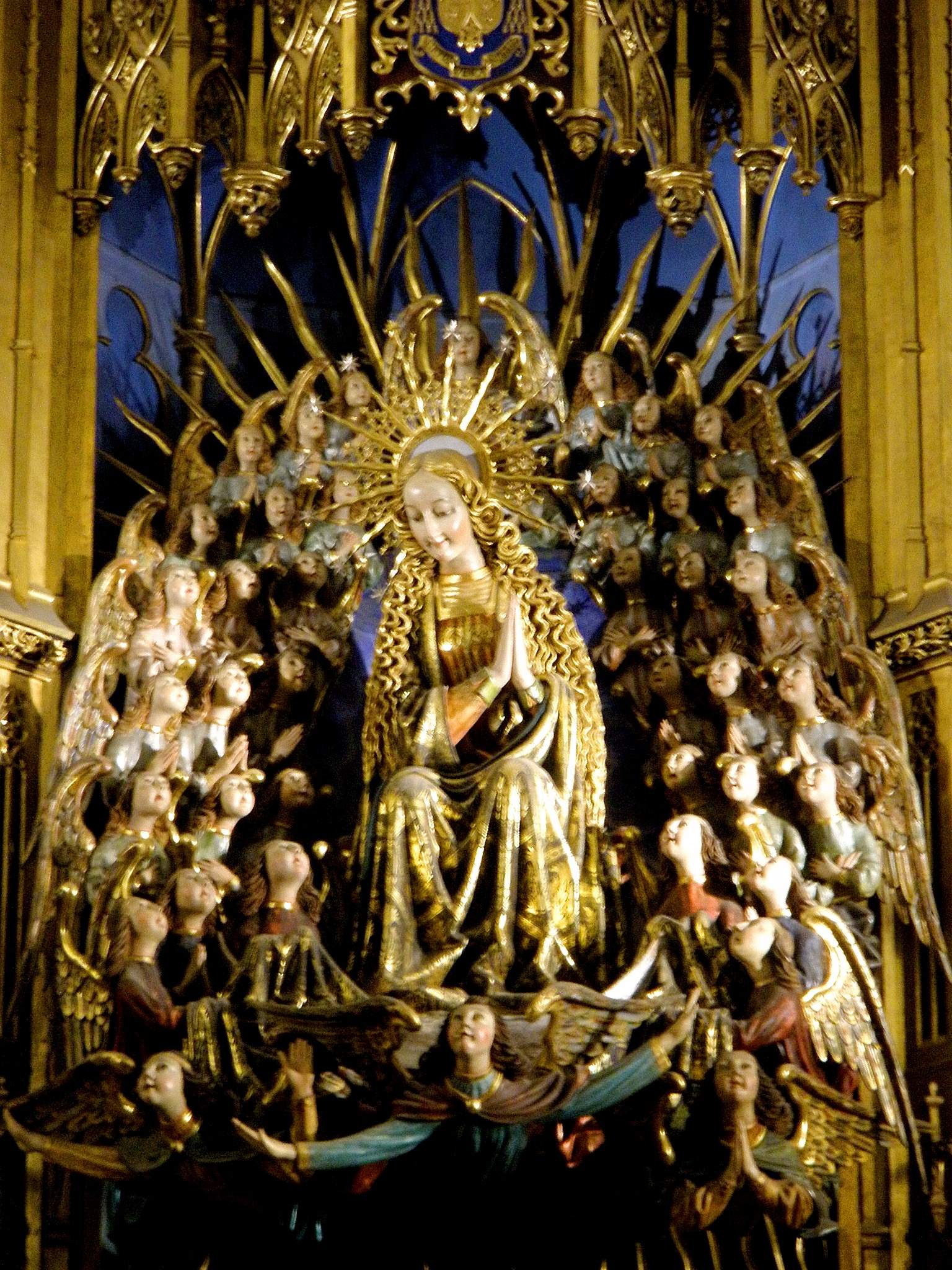
Detalle del retablo de la iglesia de Santa María de Galdácano, donde se aprecia el «brocado aplicado» en la vestimenta de la Virgen.

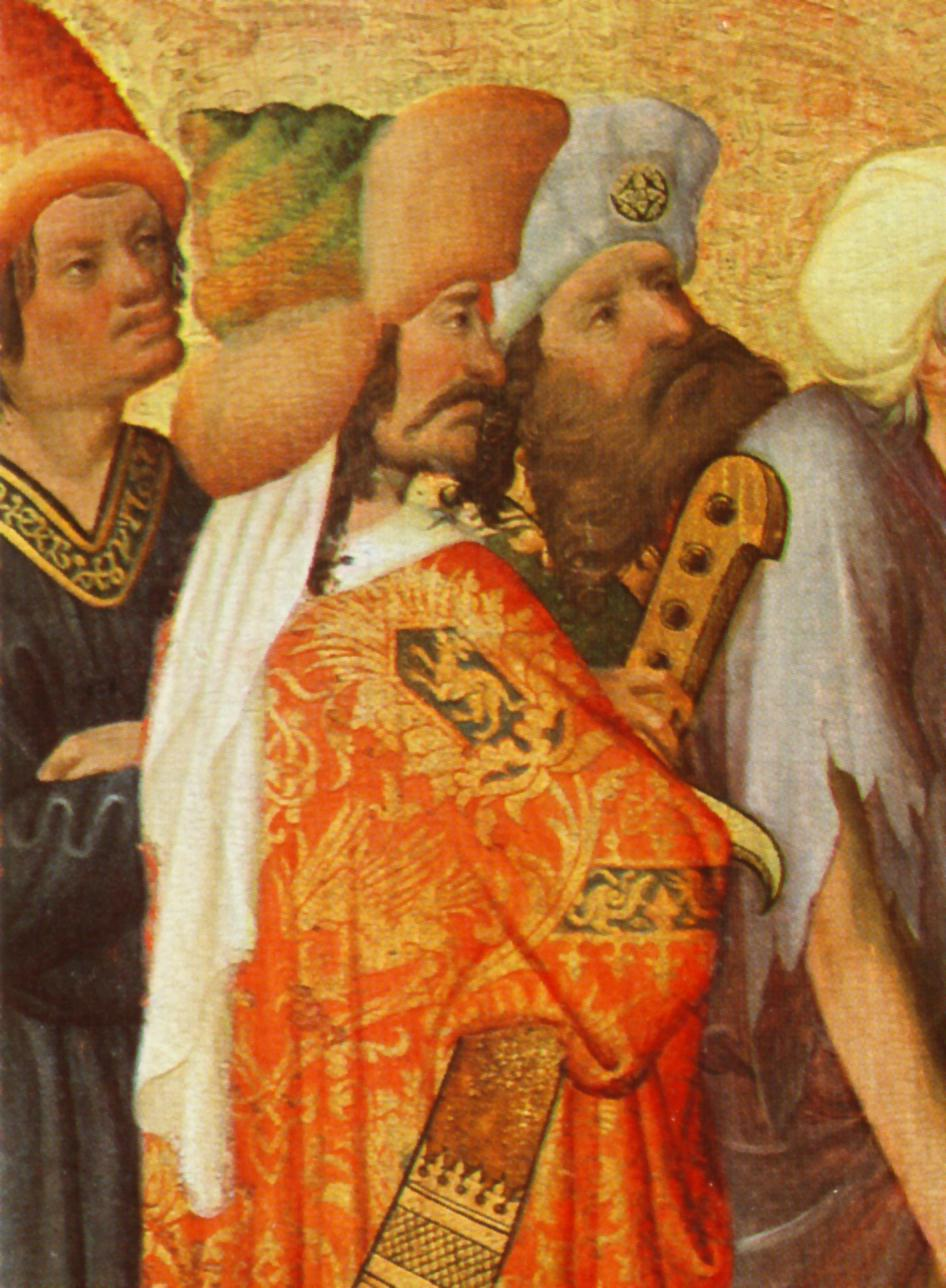
Tabla del Maestro Francke con brocado aplicado en la figura en primer plano, forma parte del retablo de Santa Bárbara conservado en el Museo Nacional de Helsinki.

El brocado aplicado es una técnica ornamental renacentista de origen flamenco cuyo uso tuvo lugar aproximadamente entre 1440 y mediados del siglo XVI. Imita el aspecto de los tejidos de brocado decorando tablas o tallas de madera o piedra.
La técnica consiste en aplicar láminas de pan de oro sobre otra de estaño utilizando una plantilla que se graba sobre un soporte rígido y se rellena de cera. Posteriormente se decora mediante pinturas o lacas.
A pesar de ser una técnica de origen chino se conocen varios casos en España como los estudiados en el País Vasco o Navarra.